# Обикновена мехурка
Обикновените мехурки (Utricularia vulgaris) са вид растения от семейство Мехуркови (Lentibulariaceae).
Те са незастрашен вид.
Таксонът е описан за пръв път от Карл Линей през 1753 година.

## Подвидове
- Utricularia vulgaris subsp. macrorhiza
- Utricularia vulgaris subsp. vulgaris